# 朝日自動車越谷営業所
朝日自動車越谷営業所（あさひじどうしゃこしがやえいぎょうしょ）は、朝日自動車株式会社の営業所の一つである。埼玉県越谷市・草加市の路線を中心に運行するほか、東京都足立区のコミュニティバス「はるかぜ」の一部路線および草加市のコミュニティバス「パリポリくんバス」の一部路線の運行も担当している。
東武バス越谷営業所（当時は東武鉄道直営）の移管を受けて開設された営業所である。本項では前身となる東武バス越谷営業所および、その傘下にあった春日部出張所についても記述する。

## 所在地
- 埼玉県越谷市大房1026-1
- 営業所の最寄りバス停は「朝日車庫前」（東武バス越谷営業所時代の「東武車庫前」から移管時に改称）。
  - ただし当停留所を始発・終着とする路線はなく、全て営業所から回送で出庫する。一部は燃油代等・経費節減や深夜早朝便に備えて他の駐車場に夜間留置される場合もある（例・埼玉県立大学の駐車場や東武バスセントラル八潮営業所）。
- 朝日カーメンテナンス越谷工場が併設されており、東武グループ各社の車両など、朝日自動車以外の車両も多く出入りしている。

## 沿革
- 2000年（平成12年）10月1日 - 東武バス越谷営業所から移管を受けて開設。草加営業所が担当していた南越谷駅 - 花田・市立図書館線も管轄路線となり、同路線でもバス共通カードの使用が可能になった。
- 2002年（平成14年）1月 - コミュニティバス「はるかぜ」2号（綾瀬駅 - 六ツ木都住）を開業。
- 2005年（平成17年）9月 - 新越谷駅 - 七左七丁目線を運行開始。
- 2006年（平成18年）1月14日 - コミュニティバス「はるかぜ」の路線を、2005年8月24日に開業した首都圏新都市鉄道つくばエクスプレスの八潮駅北口まで一部延長。
- 2007年（平成19年）
  - 2月13日 - 越谷駅西口 - 越ヶ谷高校 - 花田 - 越谷駅西口線（花田循環線）を運行開始。
  - 12月10日 - コミュニティバス「はるかぜ」の路線に、桜木橋北詰バス停追加。
  - 12月15日 - PASMO導入（朝日自動車グループ初）。ただし定期券には対応せず（従来通りの紙券で発行される）。
- 2014年（平成26年）11月17日 - ご当地ナンバー「越谷」の交付開始。この日以降の新車や他営業所からの転入車は越谷ナンバーで登録される。
- 2019年（令和元年）7月13日 - せんげん台駅西口 - しらこばと水上公園線を夏季プール開催日限定の直行バスとして運行開始。またそれまで国際興業が運行していた浦和美園 - しらこばと水上公園線にも同日より参入し、共同運行を開始。
- 2020年（令和2年）
  - 1月23日 - 「獨協大学前駅西口～D地区センター（循環）～獨協大学前駅西口線」の系統廃止 [1]
  - 1月24日 - 草加市コミュニティバス「パリポリくんバス」新田ルート運行開始に伴い、運行を受託（既存ルートは東武バスセントラル草加営業事務所が担当）。
- 2022年（令和4年）
  - 1月1日 - せんげん台駅西口〜大道循環線（SG23）運行開始。[2]
  - 1月31日 - 同日をもって越16・17・21・24及び南越11・12を廃止、これに伴い朝日自動車としては吉川車庫（東武バスセントラル吉川営業所）への乗入を終了[3]
  - 2月1日 - 越谷駅東口 - 藤塚 - 越谷レイクタウン駅北口線（KS21）を新設、KS23系統を幸町入口終点からレイクタウンMORI入口終点に変更[3]
  - 3月31日 - 同日をもってSD11～SD13系統廃止。

## 輸送人数
- 18,426人（2005年度、1日平均）[4]
- 16,100人（2020年度、1日平均）[5]

## 現行路線

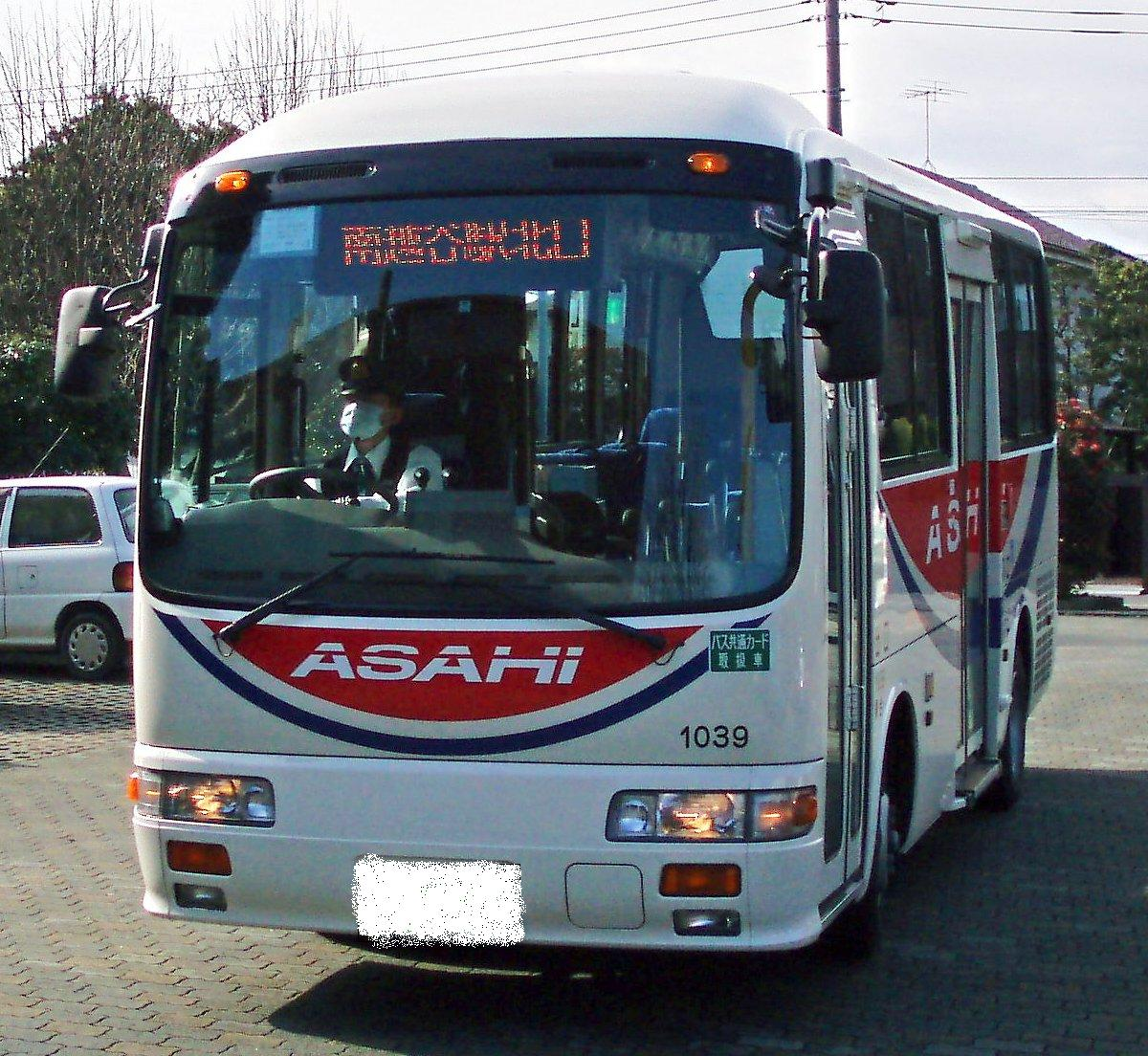
南越谷駅北口行き

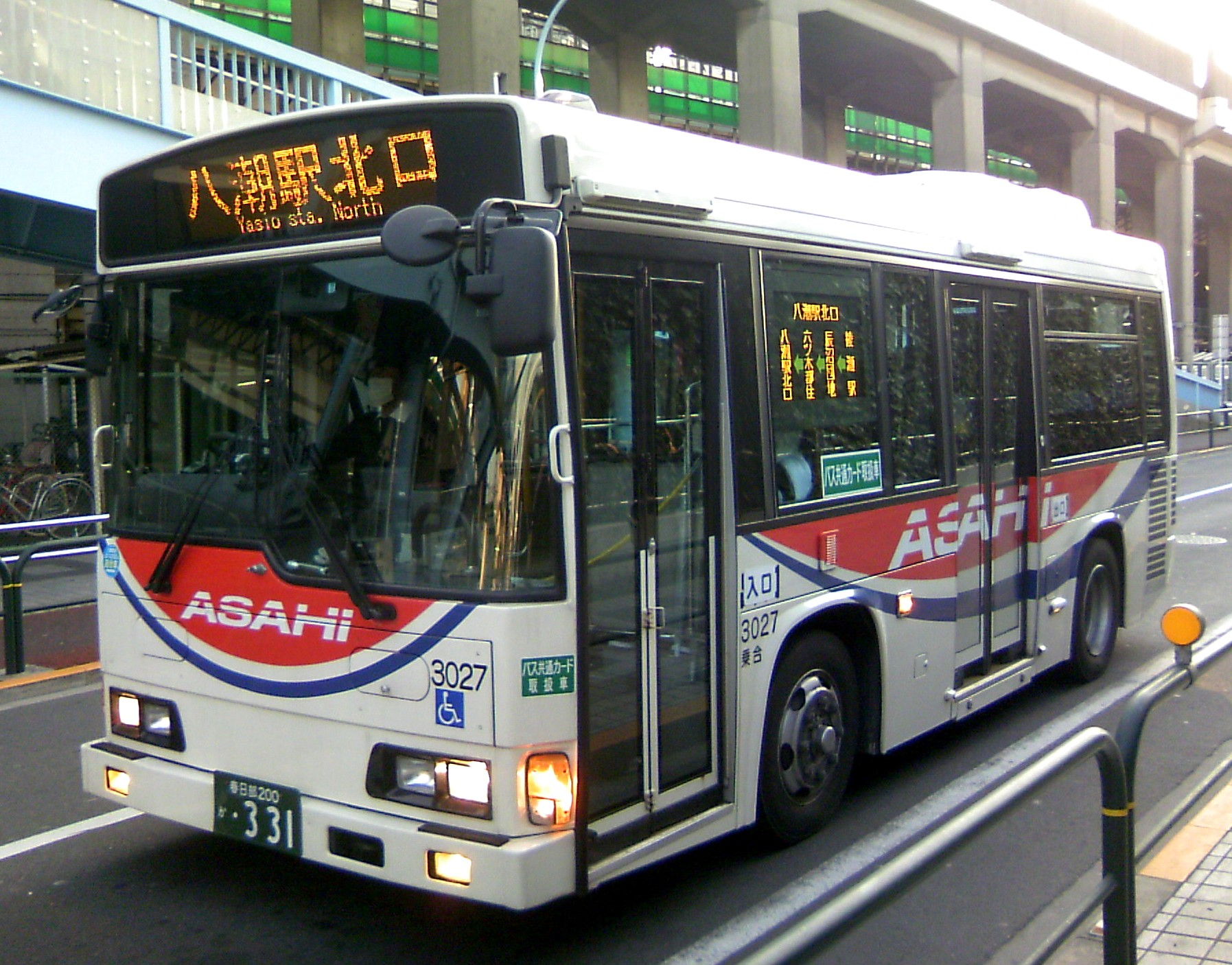
「はるかぜ」八潮駅北口行き

### 越谷駅発着路線

#### 総合体育館方面
- KS11 越谷駅東口 - 越谷警察署前 - 越谷市立病院
- KS12 越谷駅東口  - 越谷警察署前 - 越谷市立病院 - 総合体育館前 - いきいき館
- KS13 越谷駅東口 - 越谷警察署前 - 越谷市立病院 - 総合体育館前 - 総合公園
- KS14 越谷駅東口 - 越谷警察署前 - 越谷市立病院 - 総合体育館前 - 総合公園 - 増林地区センター
- （臨時）越谷駅東口 - 総合体育館前 ※ 通常停留所乗降可・市立病院（玄関前）を通過する「急行便」と「直行便」の３種類があり、イベント規模や時間帯等によって切り替え。（急行便・直行便は表示幕で区別される）
  - 開通当初は一日16往復と本数が少なかったため1977年5月より越谷市のマイクロバスと共同運行を開始したが東武バスの本数が増えたためマイクロバス運行便は1979年1月15日をもって廃止された。またマイクロバス運行便と東武バス運行便で越谷駅の乗り場が異なっていた。
  - 越谷市立病院始発・終着便、総合公園始発・終着便が設定されている。越谷市立病院は往路・復路ともに病院の正面玄関前に乗り入れる。
  - 総合公園停留所そばの総合公園駐車場敷地内に朝日自動車専用のバス待機所が設置されている。
  - 2016年4月1日にダイヤ改正が行われ、平日ダイヤに越谷駅発23時台の越谷市立病院行きの深夜バスが設定された。運賃は通常便の2倍となる。定期券利用者は別途通常運賃の支払いを要する。

#### 越谷レイクタウン・吉川方面
- KS15 越谷駅東口 - 越谷警察署前 - 越谷市立病院 - 大相模消防署前 - 越谷レイクタウン駅北口
- KS16 越谷市立病院 - 大相模消防署前 - 越谷レイクタウン駅北口
- KS21 越谷駅東口 - 藤塚 - 大相模消防署前 - 越谷レイクタウン駅北口
- KS22 越谷駅東口 - 藤塚 - 大相模消防署前 - 吉川橋 - 吉川駅北口
- KS23 越谷駅東口→藤塚→大相模消防署前→レイクタウンMORI入口

入出庫路線は廃止されたが、KS22の回送で、吉川車庫（東武バスセントラル吉川営業所）を休憩地としている。

#### 岩槻方面
- KS51：越谷駅西口 - 神明下 - 水上公園入口 - 末田 - 岩槻駅東口
  - 本線格。しらこばと水上公園へは県道上の「水上公園入口」下車となる。正門前まで入る枝番もあるが、運行間隔によりこちらを利用せざるを得ない時間帯もある。
- KS52：しらこばと水上公園 - 末田 - 岩槻駅東口
  - KS51の枝番。水上公園の営業に関わらず通年運行、正門前まで入る。
  - 水上公園の夏季プール期間は、せんげん台駅西口より直通路線も運行する。
- KS53：越谷駅西口 - 神明下 - しらこばと水上公園
  - KS52に同じ。
- KS54：荻島小学校前 - 水上公園入口 - 末田 - 岩槻駅東口
  - KS51の出入庫系統。荻島小学校前の始発、岩槻駅東口の終車並びにその付近に運行する。

2024年末から2025年初頭にかけて、系統番号を「越〜」から他系統と同じ「KS〜」に変更。

#### 花田方面
- KS31 越谷駅東口 - 越ヶ谷高校前 - 花田 - 花田小学校前 - 越谷駅東口 （花田循環）
- KS32 越谷駅東口 - 越ヶ谷高校前 - 花田 - 花田小学校前 - 越谷市立図書館前
- KS33 越谷駅東口 - 越ヶ谷高校前 - 花田 - 花田小学校前
- KS34 越谷駅東口 - 越ヶ谷高校前 - 花田
  - かつては平日ダイヤで1本のみ花田小学校止まりの便があったが、2015年7月14日のダイヤ改正で終バスなど市立図書館入庫便の一部が花田小学校止まりに変更され、土曜・日曜・祝日ダイヤにも拡大された。

### 北越谷駅発着路線
- KK21 北越谷駅 - 花田入口 - 弥栄団地 - 大里 - 北越谷駅 （循環）
  - 1978年12月25日開設。
  - 時間帯により循環ルートが異なる。北越谷駅発14時までは花田入口先回り、14時以降は大里先回りとなる。
  - この路線は、東武バス越谷営業所時代の弥01（北越谷駅（一部越谷駅） - 弥栄団地 - 北越谷駅）と、弥02（越谷駅 - 弥栄団地 - 越谷駅）を移管したものである。
- KK22 北越谷駅 - 大里 - 弥栄一丁目
  - KK21系統の区間便で、営業所の出入庫を兼ねている。朝に北越谷駅行き、夕方から夜にかけて弥栄一丁目行きを運行している。
- 北越谷駅西口 ‐ 埼玉スタジアム（直通・試合開催日限定運行）
  - 当初は東武バスセントラルとの共同運行、コロナ禍による運休からの再開後は当社単独、2025年から茨城急行自動車と共同運行となる。

### 新越谷駅・南越谷駅発着路線

#### 出羽方面
- SK01：新越谷駅西口 - 赤山三丁目 - 出羽小学校入口 - 七左七丁目
- SK02：新越谷駅西口 - 赤山三丁目 - 出羽小学校入口 - 七左七丁目 - 出羽地区センター

2024年末から2025年初頭にかけて、系統番号を「新越〜」から「SK〜」に変更。

#### 越谷市立病院方面
- MK01：南越谷駅北口 - 大相模中学校 - 越谷市立病院前 - 花田小学校前 - 越谷市立図書館前
- MK02：南越谷駅北口 - 大相模中学校 - 越谷市立病院前 - 花田
- MK03：南越谷駅北口→大相模中学校→越谷市立病院→越ヶ谷高校→越谷駅東口
  - 越谷駅を発着する花田循環線への送り込みを兼ねた系統で、平日のみ越谷駅東口行き片道5本が運行されている。なお、南越谷駅 - 越谷駅を結ぶ便については国際興業バスの新越11系統が存在するがルートが異なり、越谷市立病院は経由しない。
- MK04：南越谷駅北口 - 大相模中学校 - 越谷市立病院前 - 花田第四公園入口
  - 基本的に日野・ポンチョ(小型車)が使用されるが、一部のダイヤで中型車も運行している。

#### 蒲生東町方面
- MK21：南越谷駅南口（新越谷駅東口） - 蒲生東町 - 天神橋 - 越谷南体育館
- MK22：南越谷駅南口（新越谷駅東口） - 蒲生東町 - 天神橋 - 越谷南体育館 - 越谷ハートフルクリニック
  - 後述の草加東高校線と同様、末端区間の一部が東武バスセントラルの路線と重複する。
- MK23：南越谷駅南口（新越谷駅東口） - 蒲生東町 - 天神橋 - ひのき荘
- MK24：南越谷駅南口（新越谷駅東口） - 蒲生東町 - 天神橋 - 草加東高校
- MK25：南越谷駅南口（新越谷駅東口） ← 蒲生東町 ← 蒲生三丁目

2025年初頭頃に新に系統番号を付与された。蒲生三丁目始発の区間便は平日朝ラッシュ時のみ運行され、逆方向の蒲生三丁目行きは運行されていない。

### 新田駅・獨協大学前駅発着路線
- SD01 新田駅東口 - 長栄南 - 新栄団地
- DK21 獨協大学前駅西口 - 獨協大学正門 - 原町三丁目 - 新田駅東口
- DK22 獨協大学前駅西口 → 獨協大学正門 → 原町三丁目
- DK24 獨協大学前駅西口 ← 獨協大学正門 ← 原町三丁目 ← 清門南[6]

### せんげん台駅発着路線

#### 武里方面
- SG11：せんげん台駅西口 - 団地センター - 団地入口 - 武里駅西口
- SG12：せんげん台駅西口 - 団地センター - 団地入口 - 白百合団地 - みどり住宅 - ウイング・ハット春日部
- SG13：せんげん台駅西口 - 団地センター - 団地入口 - 白百合団地 - みどり住宅
- (臨時)：せんげん台駅西口 -(直行)- ウイング・ハット春日部 ウイング・ハット春日部で大規模イベント(Bリーグなど)が行われるときに運行。 直行便は上記路線とは異なるルート（くすのき通り・第四公園・獨協埼玉中学・高等学校前経由）で運行される

#### 大袋方面
- SG21：せんげん台駅西口 - 大道 - 大袋分署前 - 大袋駅西口
- SG22：せんげん台駅西口 - 大道 - 大袋分署前
- SG23：せんげん台駅西口 - 大道 - 大袋分署前 - せんげん台駅西口（循環）
- せんげん台駅西口 - しらこばと水上公園（直通・夏季限定運行）

#### くすの木通り方面
- SG31：せんげん台駅西口 - （直行） - 獨協埼玉中学・高校
- SG32：せんげん台駅西口 ← 第四公園
- SG41：せんげん台駅西口 - 千間台西三丁目 - 埼玉県立大学

### 浦和美園駅発着路線
- 浦和美園駅 - しらこばと水上公園（直通・夏季土日祝日限定運行）国際興業バスと共管

### コミュニティバス

#### 足立区コミュニティバス「はるかぜ」2号（綾瀬・六木線）
- 系統番号なし：綾瀬駅東口 - 東綾瀬団地 - 北綾瀬駅入口 - 辰沼団地 - 六ツ木都住 （ - 八潮駅南口）
  - 2002年1月：はるかぜ2号（綾瀬駅 - 六ツ木都住）を開業。
  - 2006年1月14日：つくばエクスプレスの八潮駅北口まで一部延伸。
  - 2007年12月10日：桜木橋北詰バス停を新設。
  - 2009年9月1日：八潮駅南口ロータリー完成に伴い八潮駅の乗り入れを北口から南口に変更。
  - 2012年8月1日：はるかぜ第2弾からはるかぜ2号へ名称変更。
  - 2020年2月1日：六木四丁目停留所(綾瀬方面のみ)を休止。
  - 2024年（令和6年）6月17日 - 六木四丁目停留所（綾瀬方面のみ）を再開。[7]
  - 2025年（令和7年）1月20日 - 綾瀬駅東口ロータリー供用開始に伴って「綾瀬駅東口」停留所を道路上からロータリー内に移設、「綾瀬駅」停留所を廃止。[8][9]

充当される車両には、足立区内で催されるイベントや公共広告が車内外に掲示されることがある。綾瀬駅東口 - 六ツ木都住間は頻発（平日日中に1時間5〜6本程度）、八潮駅南口発着は一部便のみ。

#### 草加市コミュニティバス「パリポリくんバス」新田ルート
- SW01：草加市立病院 - 獨協大学前駅西口 - さざんか通り北 - 新田西文化センター - 新栄団地
  - 2020年1月24日[10]より運行を担当。

ラインカラーは青色。系統番号は「SW01」。副ルート名は設定されていない。市内北西部を運行する新ルートとして開業した。草加市立病院から北上して獨協大学前駅を経由し、市北西部端の川口市との市境付近にある新栄団地へ至る路線。

## 廃止路線
- 越谷駅 - 市立病院 - 大相模消防署前 - 吉川橋 - 吉川団地
- 越谷駅西口 - 越谷総合技術高校 - 県民健康福祉村 （タローズバスが継承）
- 越谷駅西口 - 山王 - 県民健康福祉村
- 新越谷駅 - 山王 - 県民健康福祉村
- 新越谷駅 - 新栄団地
- 蒲生駅 - 川柳町
- 北越谷駅西口 - しらこばと水上公園　夏季のみ臨時運行
- 獨協大学前駅西口～D地区センター（循環）～獨協大学前駅西口
- 越16 越谷駅東口 - 越谷警察署前 - 越谷市立病院 - 大相模消防署前 - 吉川橋 - 吉川車庫
- 越17 越谷駅東口 - 越谷警察署前 - 越谷市立病院 - 大相模消防署前 - 吉川橋 - 吉川駅北口
- 越21 越谷駅東口 - 藤塚 - 大相模消防署前 - 吉川橋 - 吉川車庫
- 越24 大相模消防署前 - 吉川橋 - 吉川駅北口
- 南越11 南越谷駅北口 - 藤塚 - 大相模消防署前 - 吉川駅北口
- 南越12 南越谷駅北口 - 藤塚 - 大相模消防署前 - 吉川車庫
- SD11 新田駅東口 - 蒲生愛宕町 - 蒲生南小学校入口 - 南町三丁目 - 新田駅東口 （南町・伊原循環） ※2021年11月1日より大幅減便し、2022年3月31日をもって廃止[11]
- SD12 新田駅東口→南町三丁目 ※2022年3月31日をもって廃止[11]
- SD13 蒲生南小学校入口→新田駅東口 ※2022年3月31日をもって廃止[11]

## 車両
中型車は日野・レインボー、いすゞ・エルガミオのオートマチックトランスミッション、大型車は日野・ブルーリボン、いすゞ・エルガが在籍し、全車ノンステップバスである。
また東武バスから移籍したいすゞ+富士重工業ボディの大型ノンステップバスが1台在籍しており、この車両は朝日自動車では数少ないマニュアル車である。
形式は KL-LV280L1改。
首都圏でかなり珍しいV8エルガである。
コミュニティバス「はるかぜ」、越谷駅東口 - 市立図書館線、南越谷駅 - 市立図書館線（一部）、南越谷駅 - 越谷南体育館線、新越谷駅 - 七左七丁目線、新田駅 - 松原団地駅線、松原団地循環線は、小型車の日野・ポンチョ、日野・リエッセで運行される場合が多い。これらの路線では日野・ポンチョ、リエッセで運行されることによる輸送力の問題や、路線ルートが渋滞の多発する幹線道路を横断することによる影響を受けやすく、特に朝夕の通勤・通学時間帯にはダイヤ乱れや積み残しが起こる場合がある。
行先表示器はかつては幕式車も存在したが、現行ではほぼすべての車両がLED式となっている。LED式表示器については「終バス」表記も行われる。
登録ナンバーは「春日部」であったが、2014年（平成26年）11月17日から、ご当地ナンバー「越谷」の交付が開始された。これに伴い、以降の新車や他営業所からの転入車は越谷ナンバーで登録されている。

## 東武バス越谷営業所
東武バス越谷営業所（とうぶバスこしがやえいぎょうしょ）とは、埼玉県越谷市大字大房にあった東武バス（当時は東武鉄道直営）の営業所である。2000年9月30日で閉鎖され、傘下に春日部出張所（埼玉県春日部市上大増新田）と境出張所が入っていた。平成5年までは吉川出張所と三郷営業所も傘下に入っていたが、三郷出張所の営業所化に伴い吉川出張所の管轄が三郷に変更された。一時期は観光用のバスも保有していたことがある。また、廃車となった路線・観光用のバスが留置されていたこともあった。

### 沿革
- 19××年[いつ?] 越谷営業所開設。
- 19××年[いつ?] 春日部出張所開設。
- 1949年11月 組織改正により営業事務所を新設、これに伴い営業所を出張所に、出張所を分所化（野田・栃木はそのまま営業所として存置）。同時に野田営業所の傘下に入ったため、それぞれ同営業所越谷出張所及び春日部分所となる。
- 1958年9月1日 組織改正により県事務所を設置。同出張所及び分所は埼玉県事務所の傘下となり同時に出張所→営業所、分所→出張所となった。
- 1964年2月16日 吉川出張所開設。
- 1970年7月27日 三郷出張所開設。
- 1973年4月15日 三郷出張所営業開始。
- 1976年10月5日 越谷営業所を越谷駅前から大房字沼向1026-1（現在地）に移転。
- 1980年4月1日 春日部出張所を春日部駅東口から上大増新田字東耕地300‐1（閉鎖及び朝日自動車移管～廃止までこの地）に移転。
- 1993年4月1日 三郷出張所が営業所に格上げされ吉川出張所の傘下が三郷に変更される。
- 1998年4月1日 境営業所が出張所に格下げ、同時に越谷の傘下になる。
- 2000年4月1日 境出張所を廃止し、朝日自動車境営業所へ移管。
- 2000年10月1日 越谷営業所及び傘下の春日部出張所を廃止、路線や施設等は移管先の朝日自動車へ受け継がれる。

### 閉所時の路線一覧
- 越01：越谷駅 - 市立病院 - 大相模消防署 - 吉川団地
- 越01：越谷駅 - 市立病院 - 総合公園
- 越01：越谷駅 - 市立病院
- 越02：越谷駅 - 大沢橋 - 末田 - 元浅間 - 岩槻駅
- 越02：岩槻駅 - 元浅間 - 末田 - しらこばと水上公園
- 越02：岩槻駅 → 元浅間 → 末田 → 荻島小学校
- 越03：越谷駅 - 藤塚 - 見田方 - 吉川橋 - 野尻 - 吉川車庫
- 越04：越谷駅西口 - 山王 - 県民健康福祉村
  - 1996年4月8日運行開始。運行開始当初は循環運行便等も存在していた。
- 越05：越谷駅 - 藤塚 - 大相模消防署 - 見田方 - 吉川橋 - 野尻 - 吉川駅北口
- 越05：大相模消防署 - 見田方 - 吉川橋 - 野尻 - 吉川駅北口
- 越06：越谷駅西口 - 越谷総合技術高校 - 県民健康福祉村
- 弥01：北越谷駅 - 花田入口 - 小田急弥栄団地入口 - 弥十郎 - 大里 - 東武車庫前 - 北越谷駅（大里先回りと花田先回りの2ルートで運行、東武バス時代は朝は花田先回り、夕方は大里先回りで運行していた）
- 弥01：越谷駅 → 御殿入口 → 地蔵橋 → 小田急弥栄団地入口 → 弥十郎 → 大里 → 北越谷駅（午後数本のみ運行）
- 弥01：北越谷駅 - 大里 - 弥十郎 - 弥栄一丁目
- 弥02：越谷駅 → 御殿入口 → 地蔵橋 → 小田急弥栄団地入口 → 弥十郎 → 大里 → 越谷消防署 → 御殿入口 → 越谷駅（昼のみ）
- 弥03：北越谷駅 - 東大沢橋 - 保健センター入口 - さぎたか第二公園 - 弥十郎 - 老人福祉センターくすのき荘（茨城急行自動車と共同運行）
  - 開通当初は途中のさぎたか第二公園止まりの路線もあったがこちらは茨急バス単独の運行であった。朝日バスに移管後は茨急バス単独運行となり、その後しばらくしてから第二公園止まりは廃止された。
- 水01：北越谷駅西口 - （直行） - しらこばと水上公園
- 新01：新越谷駅西口 - 七佐 - 大間野 - 新栄団地
- 新02：新越谷駅西口 - 越谷ファミリータウン - 山王 - 県民健康福祉村

#### 春日部出張所担当
- 千01：せんげん台駅 - 武里団地 - みどり住宅 - 下大増 - 春日部車庫
- 千02：せんげん台駅 - 武里団地 - みどり住宅 - 増田新田
- 千03：せんげん台駅 - 第四公園 - 独協埼玉高校
- 武04： せんげん台駅 - 第四公園

開通当初は武里駅西口発着だった。
- 武01：武里駅西口 - みどり住宅 - 下大増 - 春日部車庫
- 武02：武里駅西口 - みどり住宅 - 増田新田
- 武03：武里駅西口 - 武里団地 - せんげん台駅
- 春06：春日部駅西口 - 栄橋 - 内牧小学校 - 内牧彩光苑 - 国民年金春日部エミナース
- 春06：春日部駅西口 - 栄橋 - 内牧小学校 - 内牧彩光苑
- 春07：春日部駅西口 - 地方庁舎 - 大沼公園 - 大沼記念会館 - 春日部車庫
- 春07：春日部駅西口 - 地方庁舎 - 大沼公園 - 大沼記念会館 - 春日部車庫 - かすかべ温泉

平成8年頃にかすかべ温泉まで延長された。なお開通当初は春10と同様に春日部共栄学園まで運行していた。
- 春08：春日部駅西口 - 市役所 - 立沼橋 - 大沼公園 - 春日部車庫 - 下大増 - みどり住宅 - 武里駅西口（一本のみ）
- 春09：春日部駅西口 - 地方庁舎 - 大沼公園 - 市役所 - 春日部駅西口（西口循環、地方庁舎先回りと市役所先回りの2ルートがあり地方庁舎先回りは朝のみ、市役所先回りは夜のみの運行）
- 春10：春日部駅西口 - 市役所 - 立沼橋 - 大沼公園 - 春日部車庫
- 春10：春日部駅西口 - 市役所 - 立沼橋 - 大沼公園 - 春日部車庫 - かすかべ温泉

平成8年頃にかすかべ温泉まで延長された。なお開通当初は春07と同様に春日部共栄学園まで運行していた。
- 春11：春日部駅西口 - 市役所 - 立沼橋 - 大沼公園 - 春日部車庫 - みどり住宅 - 武里団地 - せんげん台駅

春日部出張所担当路線のうち武01・春08・春11以外は全て朝日自動車春日部営業所に移管されたが、2002年3月に閉所となり春06は朝日自動車杉戸営業所に、千01 - 03と武03・04は越谷営業所に移管され残りの路線は廃止された。閉所後の跡地は春日部共栄中学高等学校のグラウンドに転用され、停留所名も春日部車庫からグランド前に変更された。

### 廃止系統など
- 越03：越谷駅 - 地蔵橋 - 溜入下 - 赤沼 - 武里駅入口 - 武里駅
- 越03：北越谷駅 - 地蔵橋 - 溜入下 - 赤沼 - 武里駅入口 - せんげん台駅

下記の越03とは無関係、70年代後半ごろに北越谷駅へ始発地を、せんげん台駅へ終着地をそれぞれ変更。
- 川13:川口駅 - 江戸袋 - 領家 - 二ツ橋 - 辰の口 - 大作 - 越谷駅
- 川13:七左 → 辰の口 → 二ツ橋 → 領家 → 江戸袋 → 川口駅
- 越03：越谷駅西口 - 大間野 - 新栄団地
- 越04：越谷駅 - 山王 - 越巻
- 越04：越谷駅西口 - 新川橋
  - 1985年11月11日までは越谷市農協（現在の大花亭）発着だった。
  - その後西口完成までは駅から少し離れた場所に折返場を設けそこを発着場にしていた。
  - 1996年4月8日に越03を新越谷駅発着にした上で系統番号も新01に、越04を県民健康福祉村発着の越谷総合技術高校・山王先回り循環運行等にそれぞれ変更。
  - 元々越03は上記の川13を1980年頃に新栄団地で分割し誕生したものである、また川13の七左始発便については1980年頃の一時期のみ存在した。

- 越05：越谷駅西口 - 越谷総合技術高校 - 越谷駅西口
  - 数年後に山王回りとなり越06に改番。
- 越06：越谷駅 - 大沢橋 - 北越谷駅 - 大道土手 - 大六天 - 岩槻橋 - 岩槻駅
- 越07：越谷駅 - 越谷市役所 - 久伊豆神社 - 越谷高校
- 北越02：北越谷駅 - 大道土手 - 大六天 - 岩槻橋 - 岩槻駅
- 水01：越谷駅 - （直行） - しらこばと水上公園
- （系統番号なし）池袋駅東口 - 西巣鴨 - 王子駅 - 豊島三丁目 - 荒川土手 - 西新井大師 - 島根三丁目 - 六月町 - 水神 - 谷塚 - 草加駅入口 - 新田駅入口 - 蒲生温泉 - 越谷市役所入口 - 越谷駅（都営バスと共同運行）

#### 春日部出張所管内
- せ01:せんげん台駅 - 武里団地
- せ01:せんげん台駅 - 武里団地循環（右回り・左回り有）
- 杉01:杉戸駅 - 宮内 - 田宮 - 屏風 - 宮前 - 西宝珠花車庫
- 春01:春日部駅東口 - 柳原 - 神間 - 西宝珠花車庫
- 春02:春日部駅東口 - 柳原 - 神間 - 宝珠花車庫 - 日枝神社
- 春03:春日部駅東口 - 柳原 - 芦橋 - 西親野井 - 宝珠花車庫 - 日枝神社
- 春03:春日部駅東口 - 柳原 - 芦橋 - 西親野井 - 柳原 - 春日部駅東口（芦橋循環、日枝神社便から当行先に変更）
- 春04:春日部駅東口 - 柳原 - 神間 - 親の井 - 二川局
- 春05:春日部駅東口 - 一宮町 - 女子高校